# Miss Tourism Queen of the Year International
Miss Tourism Queen of the Year International je mezinárodní soutěž krásy, která byla založena v roce 1993.

## Vítězky
| rok  | Vítězka             | Země        | Datum konání      | Místo konání  | Česká reprezentantka | Celkem reprezentantek |
| ---- | ------------------- | ----------- | ----------------- | ------------- | -------------------- | --------------------- |
| 2004 | Anush Grigorian     | Arménie     | 29. říjen 2004    | Čchang-ša     | Jana Harackova       | 31                    |
| 2005 | Shen Chia-Hui       | Tchaj-wan   | 6. listopad 2005  | Wuhan         | Edita Hortová        | 41                    |
| 2006 | Ampika Chuanpreecha | Thajsko     | 30. prosinec 2006 | Petaling Jaya | Jana Doleželová      | 37                    |
| 2010 | Ha Hyun-jung        | Jižní Korea | 25. září 2010     | Quinzhou      | Tereza Fajksová      | 75                    |
| 2011 | Urvashi Rautela     | Indie       | 5. listopad 2011  | Jing-tchan    | Ivana Nerissa        | 53                    |
| 2012 | Asta Jakumaite      | Litva       | 4. prosinec 2012  | Nanjing       | Barbora Pleskačová   | 49                    |

## Úspěchy českých dívek

### Finalistky
| Ročník                                            | jméno a příjmení   | umístění      |
| ------------------------------------------------- | ------------------ | ------------- |
| Miss Tourism Queen of the Year International 1994 | Terezie Dobrovolná | II. vicemiss  |
| Miss Tourism Queen of the Year International 2005 | Edita Hortová      | II. vicemiss  |
| Miss Tourism Queen of the Year International 2006 | Jana Doleželová    | III. vicemiss |
| Miss Tourism Queen of the Year International 2010 | Tereza Fajksová    | II. vicemiss  |

### Semifinalistky
| Ročník                                            | jméno a příjmení   | umístění |
| ------------------------------------------------- | ------------------ | -------- |
| Miss Tourism Queen of the Year International 2004 | Jana Haracková     | TOP 10   |
| Miss Tourism Queen of the Year International 2010 | Barbora Pleskačová | TOP 10   |

### Vedlejší tituly
| Ročník                                            | jméno a příjmení | umístění                   |
| ------------------------------------------------- | ---------------- | -------------------------- |
| Miss Tourism Queen of the Year International 2004 | Jana Haracková   | Miss Tourism Culture Image |
| Miss Tourism Queen of the Year International 2010 | Tereza Fajksová  | Miss Body Beautiful        |